# Nokia 8
Das Nokia 8 ist ein unter der Marke Nokia erscheinendes, Android-basiertes Smartphone, das vom Hersteller FIH Mobile produziert wird und von HMD Global verkauft wird. Es wurde am 16. August 2017 in London vorgestellt und wird seit September 2017 in Europa verkauft.

## Ausstattung

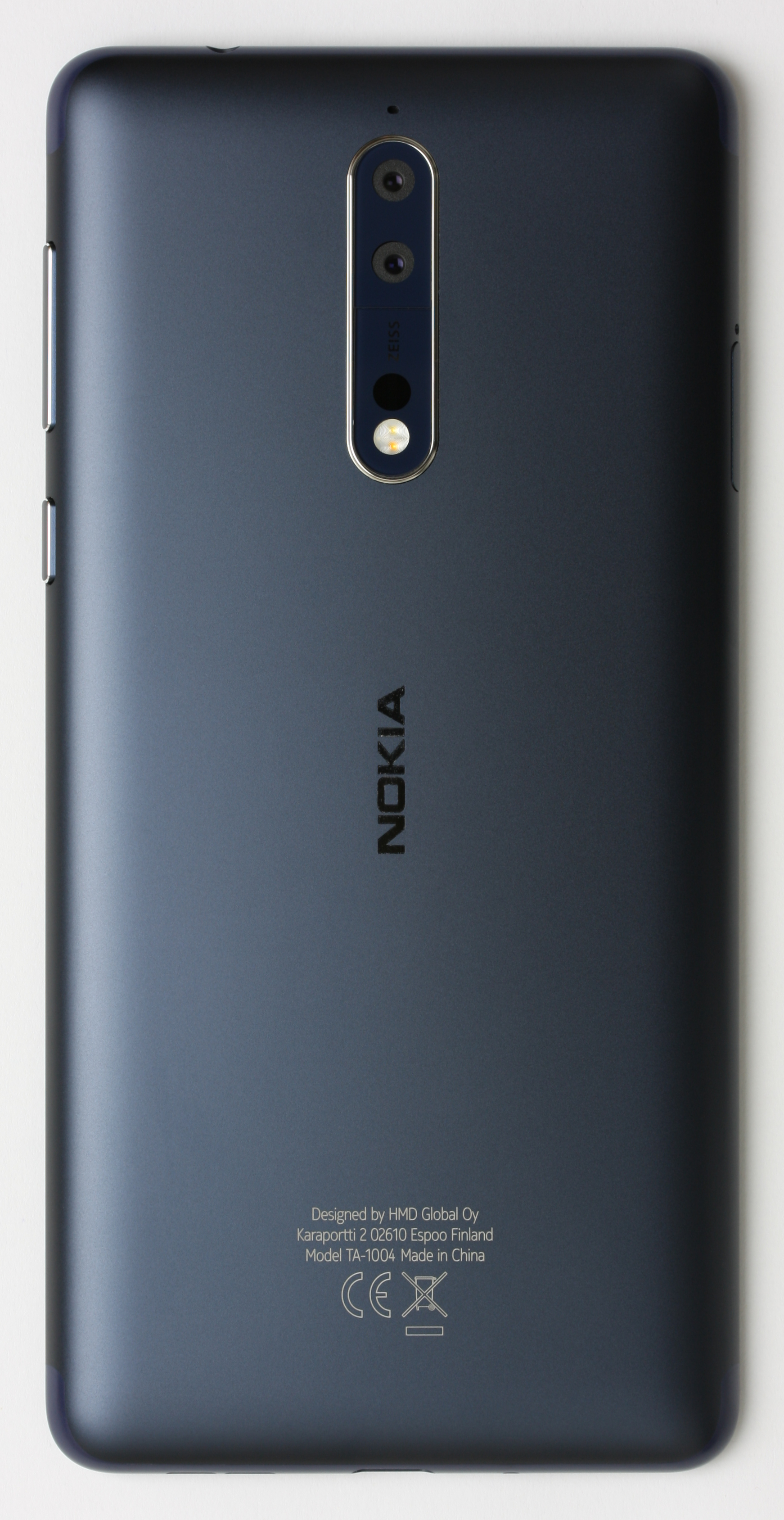
Die Rückseite des Nokia 8

### Hardware
Die Kamera hat die Besonderheit, dass Front- und Rückkameras gleichzeitig mit dem Dual-Sight-Modus verwendet werden können. Dies wird "Bothie" genannt.
Es ist IP54-zertifiziert und somit geschützt gegen Staub in schädigender Menge und bietet Schutz gegen allseitiges Spritzwasser. Untergetaucht werden darf das Gerät nicht.
Es gibt 4 Farbvarianten: Polished Blue, Tempered Blue, Steel und Polished Copper.

### Software
Es wird reines Android ausgeliefert, zunächst Android 7.1.1 „Nougat“. Im November/Dezember 2017 wurde Android 8.0 „Oreo“ und im Februar 2018 Android 8.1 zur Verfügung gestellt. Im Dezember 2018 wurde Android 9 „Pie“ ausgeliefert. Die Kameraanwendung ist eine Eigenentwicklung, um das Dual-Sight Feature zu unterstützen.

## Verfügbarkeit
Das Nokia 8 wurde im September 2017 in den deutschen Markt eingeführt. Der UVP lag bei 579 Euro.